# Голонасінні
Голонасі́нні (Gymnospermae) — група насінних рослин, що характеризуються наявністю насіння і насінного зачатка, які лежать відкрито на лусочках шишок (звідки й назва групи). Етимологія: грец. γυμνόσπερμος — «голе насіння». Поширені голонасінні по всьому світу (за винятком Антарктиди), причому більшість, — особливо хвойних порід, — у помірному й субарктичному регіонах. В основному голонасінні — це дерева і кущі, рідко, лози, трав'янистих рослин серед них немає. Поява насіння, яке має запас поживних речовин і захищене шкіркою, — значний ароморфоз, що зумовив широке і швидке розповсюдження голонасінних рослин суходолом. Важливим пристосуванням для життя на суходолі є змога внутрішнього запліднення (без води). Пилок голонасінних рослин переноситься повітряними течіями. Потрапляючи на розташований відкрито насіннєвий зачаток, він утворює пилкову трубку, яка досягає яйцеклітини і забезпечує злиття гамет. Після запліднення з насінних зачатків формується насіння, але не одразу, а тільки через 12—15 місяців. Насіння має зародок з корінцем, бруньками і сім'ядолями, запас поживних речовин, та вкрите насіннєвою шкіркою.
Провідні і покривні тканини порівняно досконаліші. Добре розвинений камбій сприяє росту стебла в товщину. Стовбур міцний, бо потовщується внаслідок розростання деревини, основна маса клітин якої мертва. Корінь закладається ще в зародку, з нього розвивається головний корінь: він формує стрижневу кореневу систему, що може проникати глибоко в ґрунт, добре закріплюючи в ньому рослину. Це допомагає рослинам краще протистояти вітрам.
Це переважно вічнозелені рослини. Їхні листки живуть тривалий час й опадають поодинці, а не одночасно. В одних видів листки великі, розсічені, в інших — дрібні, найчастіше мають вигляд голок чи лусок.
У життєвому циклі голонасінних велике значення має спорофіт: він є носієм органів спороношення і домівкою для гаметофітів. Останні розвиваються і живуть на спорофіті, живлячись за рахунок його поживних речовин.
За зовнішнім виглядом сучасні голонасінні дуже різноманітні. У тропіках і субтропіках обох півкуль Землі в низькорослих вічнозелених сухих лісах і чагарниках зростають саговники. Зовні вони дуже схожі на папороті або пальми.
В Україні голонасінні представлені 15 видами з 4 родин. Родину соснових представляють: ялиця біла, модрина європейська, ялина європейська, Pinus brutia, сосна кедрова, сосна гірська, сосна чорна, сосна звичайна; кипарисових — ялівець звичайний, ялівець високий, яловець смердючий, ялівець колючий, ялівець козацький; ефедрових — ефедра двоколоса; тисових — тис ягідний.
Різноманіття голонасінних найкраще спостерігати в ботанічних садах і дендрологічних парках. Принаймні хвойні дерева дуже добре представлені в колекціях по всій помірній зоні світу.

## Систематика
Рослини поділяються на дві великі групи, судинні рослини й несудинні рослини. Несудинні рослини не мають тканин, спеціалізованих для транспортування води та поживних речовин між різними частинами рослини. До них належать всі водорості, мохи і пов'язані організми. Судинні рослини мають такі транспортні системи. Вони включають переважну більшість звичних наземних рослин і можуть бути розділені на три основні групи залежно від основних особливостей репродуктивної системи. Найпростішими й найстарішими з них є папороті й пов'язані організми. Наступна група — це голонасінні (трохи більше 1000 описаних видів). Останньою і, безумовно, найчисленнішою групою є покритонасінні (близько 250 000 описаних видів). Голонасінні відрізняються від квіткових рослин тим, що насіння не укладене в зав'язь, а в одну з різноманітних структур, найбільш відома з яких — шишка. Сучасні голонасінні поділяються на 4 класи: саговникоподібні, гнетоподібні, гінкгоподібні, хвойні.
Голонасінні (Gymnospermae)
- Клас гінкгоподібні (Ginkgoopsida)
  - порядок Ginkgoales
    - Родина гінкгові (Ginkgoaceae)
- Клас гнетоподібні (Gnetopsida)
  - порядок ефедроцвіті (Ephedrales)
    - Родина ефедрові (Ephedraceae)

  - порядок Gnetales
    - Родина гнетові (Gnetaceae)

  - порядок Welwitschiales
    - Родина вельвічієві (Welwitschiaceae)
- Клас саговникоподібні (Cycadopsida)
  - порядок Cycadales
    - Родина саговникові (Cycadaceae)
    - Родина стангерієві (Stangeriaceae)
    - Родина замієві (Zamiaceae)
- Клас хвойні (Pinopsida)
  - порядок Pinales
    - Родина араукарієві (Araucariaceae)
    - Родина головчато-тисові (Cephalotaxaceae) (родину визнають не всі науковці, включаючи цю групу рослин до тисових)
    - Родина кипарисові (Cupressaceae)
    - Родина соснові (Pinaceae)
    - Родина подокарпові (Podocarpaceae)
    - Родина сціадопітисові (Sciadopityaceae)
    - Родина тисові (Taxaceae)

До голонасінних також належить кілька порядків викопних рослин: †Bennettitales, †Erdtmanithecales, †Pentoxylales, †Czekanowskiales